# John Stuart d’Aubigny († 1567)
Hon. John Stewart (französisch Jean Stuart d’Aubigny, * um 1519; † 31. Mai 1567), war ein schottisch-französischer Adliger aus der Familie Stewart und Herr von Aubigny.

## Leben
John war der dritte Sohn des John Stewart, 3. Earl of Lennox, aus dessen Ehe mit Lady Elizabeth Stewart, Tochter des John Stewart, 1. Earl of Atholl.
Er trat in französische Dienste und war von 1536 bis 1560 Hauptmann einer Eskadron leichter Kavallerie der Schottischen Garde (Archers écossaise). Im Januar 1537 wurde er als französischer Untertan naturalisiert.
Um 1542 heiratete er Anne de la Queuille († 1579), die jüngere Tochter und Coerbin des Francois, Seigneur de la Queuille et Brécy.
1453 erbte er von seinem Großonkel Robert Stewart, der mit der älteren Halbschwester seiner Gattin verheiratet war, die Herrschaft Aubigny im Berry.
Von 1544 und 1547 wurde er in der Bastille inhaftiert, nachdem sein Bruder Matthew Stewart, 4. Earl of Lennox, Lady Margaret Douglas, eine Nichte des englischen Königs, geheiratet hatte.
Ab 1550 wurde er als Kompaniekommandeur in den Italienischen Kriegen eingesetzt. Bei der Schlacht bei Saint-Quentin geriet er 1557 in spanische Gefangenschaft und wurde gegen Lösegeld ausgelöst.
Er unterstützte den Anspruch der schottischen Königin Maria Stuart auf den englischen Thron.
Er beanspruchte erfolglos das Erbamt des obersten Kommandeurs der leichten Kavallerie der Schottischen Garde, welches stattdessen der Familie Montgomery gewährt wurde, woraufhin er 1560 seinen Dienstposten als dortiger Kompaniechef niederlegte. 1565 war er Kommandeur der schweren Kavallerie der Schottischen Garde (Gendarmes écossais).
Aus seiner Ehe mit Anne de la Queuille hatte er einen Sohn Esmé Stewart (um 1542–1583), der ihn 1567 als Seigneur d’Aubigny beerbte sowie in Schottland 1380 zum Earl of Lennox und 1381 zum Duke of Lennox aufstieg.